# باشگاه فوتبال بریدون روپس
باشگاه فوتبال بریدون روپس (به انگلیسی: Bridon Ropes Football Club) یک باشگاه فوتبال در شهر چارلتون، لندن، کشور انگلستان است که در سال ۱۹۳۵ میلادی تأسیس شده‌است.